# 福州将军

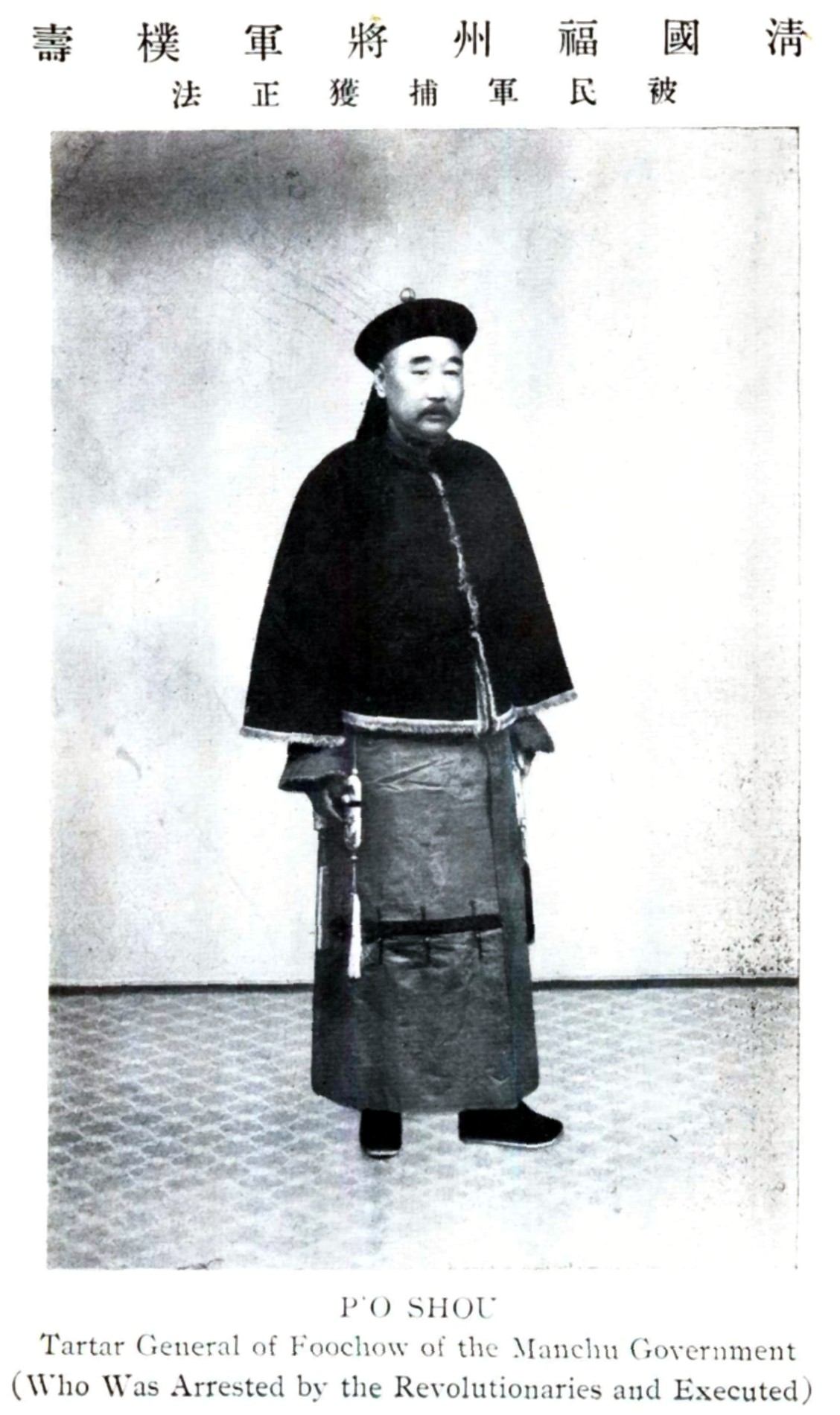
清光绪三十三年（1907年），末任福州將軍朴壽

福州將軍，清朝八旗14個駐防將軍之一，全称為“鎮守福建福州等处將軍”，是福建八旗驻防兵的最高长官，为清朝从一品武职。

## 簡介
福建本固有八旗駐防，於康熙十九年（1680年）建立。清朝派遣杭州副督統胡啟元率領鑲黃旗、正白旗、鑲白旗、正藍旗的兵馬1026名進駐福州府。康熙二十一年（1682年），大清把歸屬於耿仲明名下的兵馬1000名編入上三旗。在駐防福州的四旗内行走，並新立福州將軍一名。
福州将军驻福州城，辖本标绿旗左右营、八旗营、绿旗营（由福州城守协右军兼军标）、水师营，共有官兵4300余人（不含福州城守协右军），并节制绿营的陆路镇协。福州将军衙门属官有清字外郎4名、书识8名、执事人役56名。

## 歷任福州將軍
以下截至光绪卅三年的历任福州将军均參考“中央研究院近代史研究所”。
| 姓名         | 任命時間                                  | 卸任時間                                                       | 類別   | 備註                                                     |
| 魁倫         | 乾隆五十三年正月廿三日 （1788年2月29日）  | 嘉慶元年六月一日 （1796年7月5日）                              | 任     |                                                          |
| 富昌         | 嘉慶元年六月二日 (1796年7月6日)           | 嘉慶四年三月六日 (1799年4月10日)                               | 調     | 未到任前，仍由魁倫兼署                                   |
| 慶霖（林）   | 嘉慶四年三月六日 （1799年4月10日）        | 嘉慶十年正月十六日 （1805年2月15日）                           | 調     | 離職根據嘉慶十年正月（下）起居注冊                       |
| 陽春         | 嘉慶十年正月十六日 （1805年2月15日）      | 嘉慶十一年三月十四日 （1806年5月2日）                          | 任     |                                                          |
| 賽沖阿       | 嘉慶十一年三月十四日 （1806年5月2日）     | 嘉慶十四年三月十六日 （1809年4月30日）                         | 調     |                                                          |
| 達沖阿       | 嘉慶十四年三月十六日 （1809年4月30日）    | 嘉慶十四年八月十六日 （1809年9月25日）                         | 任     | 離職根據嘉慶朝宮中檔015173號（未到任，卒於赴任途次）     |
| 慶成         | 嘉慶十四年九月二日 （1809年10月10日）     | 嘉慶十七年三月廿九日 （1812年5月9日）                          | 任     |                                                          |
| 扎拉芬       | 嘉慶十七年三月廿九日 （1812年5月9日）     | 嘉慶廿四年九月廿一日 （1819年11月8日）                         | 任     |                                                          |
| 祥保         | 嘉慶廿四年九月廿一日 （1819年11月8日）    | 嘉慶廿五年十二月四日 （1821年1月7日）                          | 調     |                                                          |
| 和世泰       | 嘉慶廿五年十二月四日 （1821年1月7日）     | 道光二年十二月十五日 （1823年1月26日）                         | 任     |                                                          |
| 薩秉（炳）阿 | 道光二年十二月十五日 （1823年1月26日）    | 道光五年七月一日 （1825年8月14日）                             | 調     |                                                          |
| 富亮         | 道光五年七月一日 （1825年8月14日）        |                                                                | 署     |                                                          |
| 薩炳阿       |                                           | 道光六年九月廿五日 （1826年10月25日）                          |        |                                                          |
| 果齊斯歡     | 道光六年九月廿五日 （1826年10月25日）     | 道光八年正月廿四日 （1828年3月9日）                            | 調     |                                                          |
| 普恭         | 道光八年正月廿四日 （1828年3月9日）       | 道光九年八月三日 （1829年8月31日）                             | 調     |                                                          |
| 富亮         | 道光九年八月三日 （1829年8月31日）        |                                                                | 署     |                                                          |
| 普恭         |                                           | 道光九年十一月廿八日 （1829年12月23日）                        |        | 離職根據道光九年十二月外紀檔，頁218                      |
| 薩炳（秉）阿 | 道光九年十二月十四日 （1830年1月8日）     | 道光十二年八月廿一日 （1832年9月15日）                         | 調     |                                                          |
| 徐錕         | 道光十二年八月廿一日 （1832年9月15日）    |                                                                | 調     | 十二月廿八日尚未到任，著馳回西安聽候諭旨                 |
| 程祖洛       | 道光十二年十月廿八日 （1832年12月19日）   | 道光十二年十一月一日 （1832年12月22日）                        | 兼署   |                                                          |
| 瑚松額       | 道光十二年十一月三日 （1832年12月24日）   |                                                                | 署     | 十一月六日諭為欽差大臣，帶兵赴臺灣剿賊（本為盛京將軍）   |
| 徐錕         |                                           | 道光十三年正月七日 （1833年2月26日）                           |        | 以西安將軍任內有失，未到任                               |
| 慶山         | 道光十三年正月七日 （1833年2月26日）      | 道光十三年四月二日 （1833年5月20日）                           | 調     |                                                          |
| 樂善         | 道光十三年四月二日 （1833年5月20日）      | 道光十五年十二月廿一日 （1836年2月7日）                        | 調     |                                                          |
| 長清         | 道光十五年十二月廿一日 （1836年2月7日）   | 道光十六年七月十八日 （1836年8月29日）                         | 任     |                                                          |
| 張仙保       | 道光十六年七月十八日 （1836年8月29日）    |                                                                | 暫署   | 俟閩浙總督鍾祥到任後，以鍾祥兼署                         |
| 長清         |                                           | 道光十七年三月十七日 （1837年4月21日）                         |        | 實二月廿七日卒（道光朝宮中檔000631號）                   |
| 嵩溥         | 道光十七年三月十七日 （1837年4月21日）    | 道光十九年九月六日 （1839年10月12日）                          | 任     |                                                          |
| 保昌         | 道光十九年九月六日 （1839年10月12日）     | 道光廿二年九月廿九日 （1842年11月1日）                         | 任     |                                                          |
| 璧昌         | 道光廿二年九月廿九日 （1842年11月1日）    | 道光廿四年二月一日 （1844年3月19日）                           | 任     | 由陝撫遷，未到任前，以閩浙總督怡良兼署                   |
| 敬？         | 道光廿四年二月一日 （1844年3月19日）      |                                                                | 署     |                                                          |
| 敬？         | 道光廿四年十二月十四日 （1845年1月21日）  | 道光廿七年六月廿九日 （1847年8月9日）                          | 任     | 實授，實六月十二日卒（道光朝宮中檔010427號）             |
| 璧昌         | 道光廿七年六月廿九日 （1847年8月9日）     | 道光廿八年十二月十八日 （1849年1月12日）                       | 任     |                                                          |
| 裕瑞         | 道光廿八年十二月十八日 （1849年1月12日）  | 咸豐元年八月十四日 （1851年9月9日）                            | 調     |                                                          |
| 桂良         | 咸豐元年八月十四日 （1851年9月9日）       | 咸豐二年四月廿一日 （1852年6月8日）                            | 任     |                                                          |
| 怡良         | 咸豐二年四月廿一日 （1852年6月8日）       | 出差                                                           | 任     |                                                          |
| 季芝昌       | 咸豐二年六月廿五日 （1852年8月10日）      | 咸豐二年七月一日 （1852年8月15日）                             | 兼署   |                                                          |
| 怡良         |                                           | 咸豐三年二月十七日 （1853年3月26日）                           |        |                                                          |
| 有鳳         | 咸豐三年二月十八日 （1853年3月27日）      | 咸豐三年六月二日 （1853年7月7日）                              |        | 由杭州將軍遷                                             |
| 東純         | 咸豐三年二月廿四日 （1853年4月2日）       |                                                                | 暫署   |                                                          |
| 巴彥岱       | 咸豐三年六月二日 （1853年7月7日）         |                                                                | 署     |                                                          |
| 全泰         | 咸豐六年六月二日                          |                                                                | 任     |                                                          |
| 有鳳         |                                           | 咸豐六年九月廿八日 （1856年10月26日）                          |        |                                                          |
| 東純         | 咸豐六年九月廿八日 （1856年10月26日）     | 咸豐九年十月廿六日 （1859年11月20日）                          | 任     | 離職根據咸同兩朝上諭檔（九），頁577                      |
| 王懿德       | 咸豐七年九月四日 （1857年10月21日）       |                                                                | 兼署   |                                                          |
| 文清         | 咸豐九年十月廿六日 （1859年11月20日）     | 同治二年三月十八日 （1863年5月5日）                            | 任     | 任職根據咸豐十年四月譯漢月摺檔，未到任前，由慶端兼署     |
| 慶端         | 咸豐九年十月廿六日 （1859年11月20日）     | 咸豐十年四月十三日 （1837年6月2日）                            | 兼署   | 離職根據同上                                             |
| 耆齡         | 同治二年三月十八日 （1836年5月5日）       | 同治二年十月廿八日 （1836年12月8日）                           | 任     |                                                          |
| 英桂         | 同治二年十月廿八日 （1836年12月8日）      | 同治七年七月廿日 （1868年9月6日）                              | 任     |                                                          |
| 文煜         | 同治七年七月廿日 （1868年9月6日）         | 同治十一年七月廿二日 （1872年8月25日）                         | 任     |                                                          |
| 李鶴年       | 光緒三年四月七日 （1878年5月19日）        |                                                                |        |                                                          |
| 慶春         | 光緒三年四月七日 （1878年5月19日）        | 光緒五年六月十七日 （1879年8月4日）                            | 調     |                                                          |
| 穆圖善       | 光緒五年六月十七日 （1879年8月4日）       | 光緒十一年七月廿六日 （1885年9月4日）                          | 任     |                                                          |
| 古尼音布     | 光緒十一年七月廿六日 （1885年9月4日）     |                                                                | 署     |                                                          |
| 穆圖善       |                                           | 光緒十三年十月十六日 （1887年11月30日）                        |        | 實十月三日卒（光緒十三年十月月摺檔）                     |
| 善慶         | 光緒十三年十月十六日 （1887年11月30日）   | 光緒十四年四月廿八日 （1888年6月7日）                          |        | 實四月七日卒（光緒十四年四月（下）月摺檔）               |
| 楊昌濬       | 光緒十四年四月八日 （1888年5月18日）      | 光緒十四年九月卅日 （1888年11月3日）                           | 暫署   |                                                          |
| 希元         | 光緒十四年四月廿八日 （1888年6月7日）     | 光緒廿年八月十八日 （1894年9月17日）                           | 調     | 由吉林將軍遷，實七月十九日卒（光緒廿年八月（二）月摺檔） |
| 卞寶第       | 光緒十四年九月卅日 （1888年11月3日）      |                                                                | 暫署   |                                                          |
| 譚鍾麟       |                                           | 道光十七年三月十七日 （1837年4月21日）                         |        |                                                          |
| 慶裕         | 光緒廿年八月十九日 （1894年9月18日）      | 光緒廿一年八月十九日 （1895年10月7日）                         |        |                                                          |
| 邊寶泉       | 光緒廿一年八月一日 （1895年9月19日）      |                                                                | 暫兼署 |                                                          |
| 裕祿         | 光緒廿一年八月廿五日 （1895年10月13日）   | 光緒廿三年十一月十八日 （1897年12月11日）                      | 調     |                                                          |
| 增祺         | 光緒廿三年十一月廿四日 （1897年12月17日） | 光緒廿五年三月二日 （1899年4月11日）                           | 任     |                                                          |
| 許應騤       | 光緒廿五年三月二日 （1899年4月11日）      |                                                                | 暫兼署 |                                                          |
| 增祺         |                                           | 光緒廿五年三月廿五日 （1899年5月4日）                          |        |                                                          |
| 善聯         | 光緒廿五年三月廿六日 （1899年5月5日）     | 光緒廿六年十二月八日 （1901年1月27日）                         | 署     | 湖北布政使，陛見後署，離職根據傳包                       |
| 景星         | 光緒廿六年十二月十四日 （1901年2月2日）   | 光緒廿八年三月廿六日 （1902年5月3日）                          | 任     |                                                          |
| 崇善         | 光緒廿八年三月廿六日 （1902年5月3日）     | 光緒卅三年六月一日 （1907年7月10日）                           | 調     | 由江寧將軍遷                                             |
| 許應騤       | 光緒廿八年三月廿七日 （1902年5月4日）     |                                                                | 兼署   |                                                          |
| 特圖慎       | 光緒卅三年六月一日 （1907年7月10日）      | 光緒卅三年九月九日 （1907年10月15日）                          | 任     |                                                          |
| 松壽         | 光緒卅三年六月八日 （1907年7月17日）      |                                                                | 兼署   |                                                          |
| 樸壽         | 光緒卅三年九月九日 （1907年10月15日）     | 宣統三年九月十九日 （1911年10月15日） （福州光復抗拒革命殉職） | 任     | 離職根據東方雜誌第八卷第十號中國大事記，頁2              |